# Charaxes parmenion
Charaxes parmenion är en fjärilsart som beskrevs av Felder 1866. Charaxes parmenion ingår i släktet Charaxes och familjen praktfjärilar. Inga underarter finns listade i Catalogue of Life.